# Paarse goudhaan
De paarse goudhaan (Chrysolina sturmi) is een keversoort uit de familie bladkevers (Chrysomelidae). De wetenschappelijke naam van de soort werd in 1882 gepubliceerd door Luther Shirley Westhoff.

## Kenmerken
De kevers zijn 6 tot 10 millimeter lang. Ze hebben een blauwzwart tot zwart gekleurd lichaam met een paarse tint. De antennes zijn aan de basis bruin gekleurd, evenals de handpalmen. De tarsi zijn bij het mannetje breder dan bij het vrouwtje. Ze zijn roodachtig van kleur, wat de soort onderscheidt van een aantal min of meer vergelijkbare soorten in het geslacht Chrysolina (goudhaantjes).

## Voorkomen
De soort komt voor in een groot deel van Europa en is afwezig op het Iberisch schiereiland, sommige mediterrane eilanden en Griekenland. Ze leven in vochtige bosgebieden en aan de bosranden, maar komen ook voor op vochtige weiden, in parken en, minder vaak, in ruige gebieden en aan de rand van akkers. Ze overwinteren als volwassenen onder stenen, in stro en plukjes gras.